# Полевая улица (Горелово)

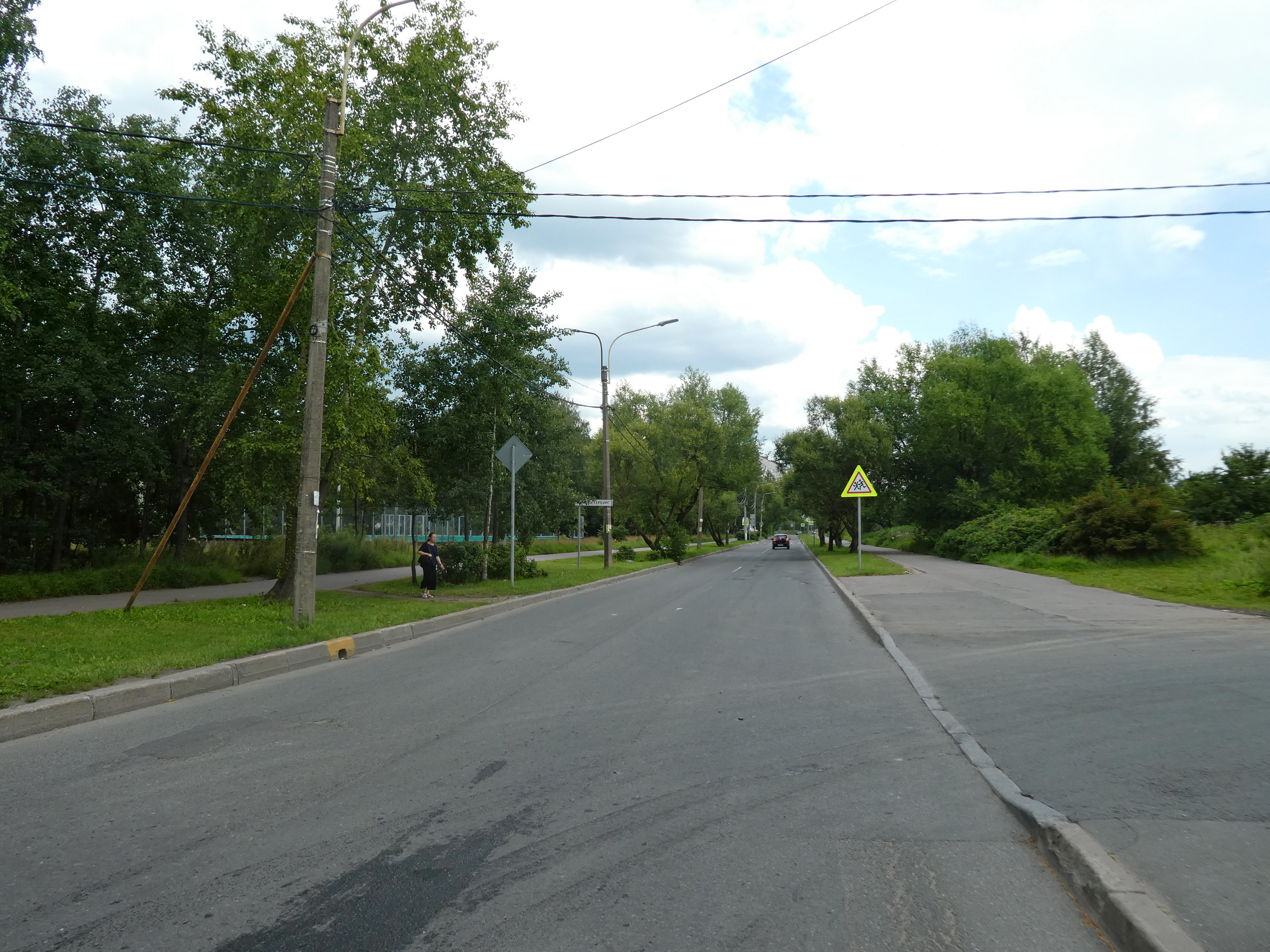
Вид на Полевую улицу от Таллинского шоссе

Полева́я улица — улица в Красносельском районе Санкт-Петербурга на территории посёлка Горелово. Соединяет Таллинское шоссе и улицу Коммунаров. Протяжённость — 526 м.

## История
Улица получила своё название, потому что у неё есть выход в поле .

## География
Улица проложена в направлении с востока на запад.
Ширина улицы 3 метра или 2 полосы движения.

## Здания и сооружения
- спортивная площадка рядом с ГОУСОШ Школа № 391
- ГОУСОШ Школа № 391 Красносельского района
- Гастроном-06
- ГОУСОШ Школа № 391 Начальные классы Красносельского района

## Транспорт
- Железнодорожная платформа Горелово (610 м)
- Бесплатная развозка до гипермаркета «О’Кей».

На примыкании с Красносельским шоссе:
- Автобусы: 20, 81, 145, 145Б, 145Э, 147, 165, 181, 245, 632, 639А
- Маршрутки: 105А, 631, 650В.

## Примыкает
С запада на восток:
- Колхозная улица
- Красносельское шоссе
- Советская улица
- Социалистическая улица
- Зелёная улица
- Улица Мира
- Улица Коммунаров

## Пересекает
- Школьная улица